# The Fame
The Fame là album phòng thu đầu tay của nữ ca sĩ người Mỹ Lady Gaga, được phát hành vào ngày 19 tháng 8 năm 2008, thông qua hãng thu âm Interscope Records. Sau một khoảng thời gian sáng tác cho một số nghệ sĩ khác, Gaga quyết định cho phát hành album độc tấu cho cá nhân mình. Để thực hiện album, Gaga đã hợp tác với một số các nhà sản xuất thu âm, trong đó phải kể đến RedOne, Martin Kierszenbaum và Rob Fusari. The Fame thuộc thể loại electropop, synth-pop, dance-pop và mang âm hưởng từ các dòng nhạc của thập niên 1980. Về phần lời ca, album nói chung thể hiện niềm khao khát danh tiếng của nữ ca sĩ trong khi phải đối mặt với các vấn đề như tình yêu, tình dục, thuốc phiện và tiền bạc. The Fame còn được quảng bá rộng rãi qua chuyến lưu diễn đầu tay của Gaga mang tên The Fame Ball Tour và các chương trình trình diễn truyền hình của nữ ca sĩ, sau đó được tái phát hành với một phiên bản cao cấp có tên The Fame Monster vào ngày 18 tháng 11 năm 2009.
Những đánh giá dành cho The Fame hầu hết đều tích cực. Nhiều nhà phê bình khen Lady Gaga có khả năng thanh nhạc và biểu diễn tuyệt vời, kết hợp với phần lời ca rất có ý nghĩa. Sản phẩm gặt hái được nhiều thành công thương mại, và giành được vị trí quán quân trên một số bảng xếp hạng âm nhạc tại Anh Quốc, Canada, Đức, Ireland, Thụy Sĩ và Ba Lan. Tại Hoa Kỳ, album đạt vị trí thứ hai trên bảng xếp hạng Billboard 200 và dẫn đầu bảng xếp hạng Billboard Dance/Electronic Albums trong 107 tuần không liên tiếp. The Fame là album bán chạy thứ năm của năm 2009 và đạt doanh thu hơn 4,83 triệu bản được bán ra chỉ riêng tại Mỹ tính đến tháng 2 năm 2018, trở thành album tải kỹ thuật số bán chạy thứ bảy trong lịch sử. Tổng doanh số của The Fame cùng với The Fame Monster đạt hơn 15 triệu bản trên toàn thế giới tính tới tháng 11 năm 2010.
Hai đĩa đơn đầu tiên trích từ The Fame là "Just Dance" và "Poker Face" đều đạt được thành công vang dội ở phương diện quốc tế, dẫn đầu các bảng xếp hạng tại một số quốc gia, bao gồm Mỹ, Anh Quốc và Úc. Các đĩa đơn tiếp theo, "LoveGame" và "Paparazzi" cũng có nhiều thành công về mặt thương mại, khi lọt vào top 10 trên các bảng xếp hạng album tại hơn mười quốc gia trên thế giới. Đĩa đơn thứ ba, "Eh, Eh (Nothing Else I Can Say)", được phát hành với quy mô hạn chế, còn ca khúc "Beautiful, Dirty, Rich" trở thành đĩa đơn quảng bá cho album.
The Fame mang về cho Lady Gaga nhiều giải thưởng kể từ khi được phát hành. Tại Mỹ, album đã nhận được tổng cộng năm đề cử tại Giải Grammy lần thứ 52, bao gồm hạng mục Album của năm. Album giành giải ở hạng mục Album nhạc điện tử/dance xuất sắc nhất, còn đĩa đơn "Poker Face" đoạt giải Thu âm nhạc dance xuất sắc nhất. Đến năm 2010, album tiếp tục giành giải Album quốc tế xuất sắc nhất tại Lễ trao giải BRIT năm 2010. Album cũng có tên trong danh sách "100 album đầu tay xuất sắc nhất mọi thời đại" của tạp chí Rolling Stone được công bố vào năm 2013 và 2022.

## Bối cảnh và phát triển

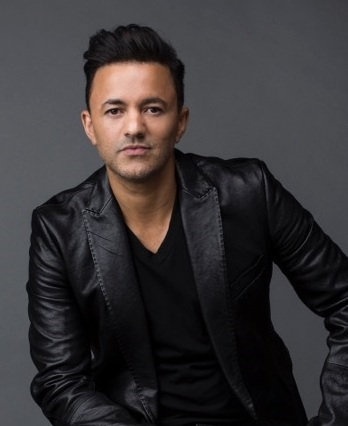
RedOne (ảnh năm 2017) là người sản xuất phần lớn các bài hát trong album.

Trong khoảng thời gian ổn định sự nghiệp bằng nghề ca sĩ và củng cố lại sự nghiệp tại các câu lạc bộ underground ở New York, Gaga quyết định cho ra mắt album phòng thu đầu tay của cô mang tên The Fame. Bàn về tiêu đề của album và chủ đề mà album nói tới, Gaga giải thích:
| “ | The Fame nói về cái cách mà người ta có thể cảm thấy nổi tiếng. Văn hóa đại chúng là một loại hình nghệ thuật. Không phải cứ ghét văn hóa đại chúng là bạn sẽ ngầu hơn đâu, thế nên tôi đã chấp nhận nó và bạn có thể nghe nó qua The Fame. Trái lại, nó là một thứ danh vọng đáng tủi nhục. Tôi muốn các bạn ăn mừng cùng tôi. Tôi muốn các bạn hãy là một phần của lối sống này. | ” |

Trong một cuộc phỏng vấn với đài MTV UK, Gaga khẳng định rằng cô đã dành hai năm rưỡi để thực hiện album và album đã được hoàn thành vào tuần đầu tiên của tháng 1 năm 2008. Ngoài việc viết lời cho các ca khúc trong album, Gaga còn đảm nhiệm luôn trọng trách phối nhạc cho chúng với sự hỗ trợ của nam nhà sản xuất thu âm RedOne. Gaga đã miêu tả ca khúc "Just Dance" trong album là một bài hát vui nhộn, tác động đến tâm lý người nghe, có khả năng lôi cuốn những người đang phải trải qua thời kì khó khăn trong cuộc sống. "LoveGame", ca khúc thứ hai, được sáng tác dựa trên cảm hứng lấy từ tình yêu của Gaga dành cho một anh chàng cô gặp trong một hộp đêm. Cô thích anh đến nỗi muốn bày tỏ với anh rằng cô rất muốn "cưỡi" trên cây "gậy" disco (gậy ở một đầu có gắn nguồn sáng) của anh ta. Bài hát có thời lượng 4 phút và sở hữu một đoạn hook liên quan đến cây "gậy" disco. Ca khúc tiếp theo, "Paparazzi", có thể được hiểu theo nhiều ý nghĩa. Gaga từng trả lời trong một cuộc phỏng vấn của website About.com, bài hát xoay quanh sự thèm khát danh tiếng và tình yêu của nữ ca sĩ. "Paparazzi" về cơ bản là một bài hát về tình yêu, đã làm dấy lên nhiều câu hỏi từ giới truyền thông với nội dung liệu rằng con người ta có thể sở hữu cả tình yêu lẫn danh tiếng được không.
Gaga sáng tác ca khúc "Poker Face" dựa trên cảm hứng từ những người bạn trai đam mê cờ bạc của mình và đồng thời từ những kinh nghiệm cá nhân về song tính luyến ái, với một số câu hát nói về niềm mê thích phụ nữ trong khi đang hưởng khoái lạc với đàn ông, từ đó thể hiện "khuôn mặt lãnh đạm" của cô. Ca khúc "Boys Boys Boys" nằm trong album, được cho là lấy cảm hứng từ ca khúc "Girls, Girls, Girls" của ban nhạc Mötley Crüe của Mỹ. Gaga giải thích rằng cô muốn sáng tạo một phiên bản nữ tính của ca khúc gốc. "Beautiful, Dirty, Rich" thì lại tập trung mô tả quãng thời gian nữ ca sĩ tự khám phá bản thân, sống và làm việc tại khu phố Lower East Side và trải nghiệm thuốc phiện và ăn chơi tiệc tùng. Ca khúc kế tiếp, mang tựa đề "Eh, Eh (Nothing Else I Can Say)" thì nói về chuyện chia tay với bạn trai và đang trên đường tìm một người thay thế. "Brown Eyes", một ca khúc do Gaga sáng tác với cảm hứng lấy từ ban nhạc rock người Anh Queen, là bài hát dễ làm người nghe xúc động nhất trong album (theo lời Gaga miêu tả).
Gaga sau đó làm rõ hơn về những ý tưởng đằng sau album này, cũng như các nguồn cảm hứng và những gì cô thấy được từ album. Cô tin rằng thứ quan trọng nhất không hiện hữu trong thế giới nhạc pop lúc bấy giờ là sự kết hợp giữa hình tượng của nghệ sĩ và âm nhạc của họ. Cô đã hòa hợp những loại hình nghệ thuật sân khấu trong các buổi biểu diễn trực tiếp các ca khúc trong album. Nữ ca sĩ hy vọng mọi người sẽ thêm chú ý với nghệ thuật trình diễn, thứ mà cô đang cố gắng giúp cho nó "hồi sinh" thông qua album và âm nhạc của cô. Theo lời Gaga, âm nhạc của album đã giúp mang nghệ thuật trình diễn tới với người nghe nhạc. Nữ ca sĩ từng chia sẻ:
| “ | Tôi cảm thấy rằng cái album này nghe lạ lắm- bạn đang nghe những bài hát sôi động theo phong cách glam những năm 1970 và giống với những sáng tác nhạc rock trước kia. The Fame không chỉ nói về chuyện bạn là ai- nó nói về sự mong muốn của mọi người được biết bạn là ai cơ! Hãy mua nó ngay và nghe nó trước khi bạn ra khỏi nhà hay vào xe hơi. [...] Tôi nghĩ các bạn nên cho phép sự sáng tạo của người nghệ sĩ có thể được thăng hoa đôi chút. Dù tốn một thời gian dài để hoàn thiện album nhưng sau một hồi suy nghĩ vất vả cuối cùng tôi đã làm được. Trong tôi chỉ có một sự tự hào. Đây không chỉ là một sản phẩm thu âm thông thường,... mà bên trong nó có cả một dòng chảy nhạc pop. Nó không đơn thuần là một bài hát thôi đâu. | ” |

## Sáng tác
- Trục trặc khi nghe? Xem hướng dẫn.

Xét về phương diện âm nhạc, album pha trộn giữa các thể loại nhạc electropop, synth-pop, dance-pop và mang những âm hưởng từ âm nhạc thời những năm 1980. Các bài hát "Poker Face", "Just Dance" và "LoveGame" là những bài hát nhạc dance có tiết tấu nhanh, trong đó "Poker Face" chứa đựng những âm thanh của thể loại dark electro với một chất giọng thanh nhẹ thể hiện ở phần điệp khúc và một đoạn hook mang phong cách pop. "Just Dance" là một ca khúc mang đậm những tiếng synthesizer còn "LoveGame" thì lại hơi hướng thuộc dòng nhạc dance và "Money Honey" thì sở hữu một giai điệu nhạc techno có tiết tấu vừa phải. Tất cả các bài hát kể trên đều kết hợp những tiếng đàn synthesizer, chứa đựng những âm hưởng từ dòng nhạc điện tử và các phần nhạc nền gần thuộc thể loại R&B. "Paparazzi" được miêu tả là sở hữu một phần nhạc nền đầy nhục cảm trong khi bài hát "Summerboy" lại mang những âm hưởng từ các nhạc phẩm của ban nhạc Blondie. "Eh, Eh (Nothing Else I Can Say)" được cho là một bản ballad nhẹ nhàng so với những bài hát đậm chất nhạc dance trong The Fame. Bài hát này có những âm thanh của dòng nhạc synth-pop những năm 1980 và kết hợp chặt chẽ với đoạn hook với câu hát "Eh, Eh" từ đĩa đơn năm 2007 của nữ ca sĩ Rihanna mang tên "Umbrella".
Ca từ của album chủ yếu bàn về vấn đề trở nên nổi tiếng và đạt được hào quang, riêng "Poker Face" thì lại nói bóng gió về chuyện tình dục. Gaga giải thích với tờ Daily Star của Anh Quốc rằng lời của bài hát này nói ẩn dụ về sự rắc rối trong tình yêu và cả tình dục. Theo cổng thông tin BBC, đoạn hook "Mum-mum-mum-mah" xuất hiện trong bài hát là được lấy từ bản hit năm 1977 của nhóm nhạc Boney M. mang tên "Ma Baker". Về phần "Just Dance", bài hát này cho người nghe thêm hiểu được về cảm giác say xỉn tại một bữa tiệc, với những câu hát như "What's going on on the floor? / I love this record, baby but I can't see straight anymore". Bài hát "LoveGame" là một thông điệp về tình yêu, tình dục và danh tiếng góp phần khắc họa rõ hơn chủ đề chính của album cho người nghe. "Paparazzi" thì lại khiến cho người nghe hình dung một tội nhân chuyên rình rập một ngôi sao nổi tiếng và tội nhân này là người hâm mộ cuồng nhiệt nhất của anh chàng ngôi sao. Lời bài hát cũng đề cập đến sự ham muốn được làm tâm điểm của sự chú ý cũng như đạt được danh tiếng. Gaga từng chia sẻ:
| “ | Chủ đề chính của album cứ chạy dọc trong đầu của người nghe. Cơ bản mà nói, nếu bạn chả có gì — không tiền, không danh vọng — bạn vẫn được phép cảm thấy bản thân thật xinh đẹp và nhơ nhuốc. Đó chỉ là lựa chọn cho bản thân — những điều mà bạn rút ra từ cuộc sống và những điều mà bạn tin tưởng. Album còn nói về việc tự khám phá bản thân và tìm tòi sáng tạo nữa. Sản phẩm này vừa rõ ràng, nhưng cũng rất lập dị. [...] Âm nhạc của nó nhằm thôi thúc tất cả mọi người hãy nghĩ khác về bản thân mình, từ đó họ sẽ có thể cảm nhận được, từ trong thâm tâm, danh tiếng mà họ muốn cả thế giới biết tới, [...] Tôi muốn thể hiện tất cả những ý tưởng thú vị thông qua lăng kính nhạc pop. | ” |

## Tiếp nhận

### Đánh giá chuyên môn
| Đánh giá chuyên môn  | Đánh giá chuyên môn |
| Điểm trung bình      | Điểm trung bình     |
| Nguồn                | Đánh giá            |
| -------------------- | ------------------- |
| AnyDecentMusic?      | 6.1/10              |
| Metacritic           | 71/100              |
| Nguồn đánh giá       |                     |
| Nguồn                | Đánh giá            |
| AllMusic             | [ 18 ]              |
| The A.V. Club        | B–                  |
| Entertainment Weekly | B–                  |
| The Guardian         | [ 22 ]              |
| musicOMH             | [ 33 ]              |
| The Phoenix          | [ 34 ]              |
| PopMatters           | 7/10                |
| Slant Magazine       | [ 35 ]              |
| Sputnikmusic         | 3.5/5               |
| URB                  | [ 37 ]              |

Sau khi phát hành, The Fame đã nhận được nhiều phản hồi tích cực từ giới phê bình. Trên trang Metacritic, một trang mạng tổng hợp điểm đánh giá trung bình của các nhà phê bình với thang điểm 100, album nhận được 71 điểm, dựa trên 13 bài đánh giá. Đại điện cho trang AllMusic, nhà phê bình Stephen Thomas Erlewine đã tặng album 5 trên 5 sao, miêu tả album là một "bản nhạc nghe thật gợi cảm với những tiếng đàn synthesizer làm từ thép không gỉ và giai điệu được cấu thành từ nhạc disco" và cho rằng album "vừa là" một nhạc phẩm "nhạc pop tuy dở tệ nhưng lộng lẫy, vừa là một bản parody có chất lượng tuyệt hảo của cái thứ nhạc phẩm nhạc pop ấy." Nicole Powers từ tạp chí URB thì lại tán dương "những lời ca đầy rẫy sự châm biếm, được thể hiện theo một cách biểu diễn phần nào giống như Gwen Stefani" và "những bài hát ngắn gọn nhưng sang trọng" của album. Nhà đánh giá Mikael Wood từ tạp chí Entertainment Weekly thì lại cho rằng The Fame "trong trắng một cách đáng kể khi nhìn thế giới bằng một viễn cảnh rằng không có gì tuyệt vời hơn trở nên thật đẹp và giàu sang. Trong thời đại hiện nay, cái ước muốn được thoát ly với thực tế có sự quyến rũ riêng của nó đấy".
Nhà phê bình Alexis Petridis từ tờ The Guardian lúc bấy giờ nhận xét rằng album "chứa đựng một thứ giai điệu gây nghiện hoặc một đoạn hook khiến người ta không thể lờ đi được, hầu như tất cả yếu tố đó đều cấu thành nên một đĩa đơn hit thường lệ", và dự đoán rằng đĩa nhạc này có thể sẽ trở nên rất nổi tiếng. Nhà phê bình Daniel Brockman từ báo The Phoenix thì đã có lời khen đến khả năng viết nhạc đã được cải thiện của Gaga. Nhà đánh giá Ben Hogwood từ tạp chí musicOMH thì lại tán dương "sự trộn lẫn gồm một thứ thái độ kém lịch sự, những đoạn nhịp hơi khó nghe và kỹ năng viết nhạc sắc sảo, thâm thúy", là những yếu tố mà người này cho rằng đã đầy đủ để "tạo nên một bài hát nhạc pop".
Dù chỉ trích các bài hát "Eh, Eh (Nothing Else I Can Say)", "Paper Gangsta" và "Brown Eyes", nhà phê bình Evan Sawdey từ tạp chí trực tuyến PopMatters đã gọi The Fame là một nhạc phẩm "nhạc dance chính hiệu" và viết nhận xét rằng "hầu hết thành công mà album đạt được là bởi nhà sản xuất thu âm RedOne." Joey Gruerra từ báo Houston Chronicle cảm thấy rằng dù những bài hát trong The Fame không hề mang tính chất đổi mới, nhưng bù lại Gaga xứng đáng được công nhận vì đã mang lại nhạc dance chính hiệu cho quần chúng nhân dân thưởng thức. Genevieve Koski từ tờ báo trực tuyến The A.V. Club nhận định rằng "bản chất chính" của album là "một thứ năng lượng có đính kim tuyến và một thứ âm nhạc thôi thúc mọi người". Nhà phê bình Sal Cinquemani từ tạp chí Slant Magazine thì lại tin rằng lời ca do Gaga sáng tác dao động từ "không hay" cho đến "những lời nói bập bẹ không rõ ràng của con nít" và phong cách hát của Gaga thì lại "luôn thay đổi". Nhà phê bình này nói thêm rằng các bài hát điểm nhấn trong đĩa nhạc gồm "Poker Face", "Starstruck", "Paper Gangsta" và "Summerboy" đạt được thành công chủ yếu nhờ vào "phần âm nhạc sống động và những đoạn hook dễ hát theo."
Nhà phê bình âm nhạc Freedom du Lac từ tờ The Washington Post thì lại phê bình album vì thiếu sự sáng tạo. Nhà báo, nhà phê bình âm nhạc Robert Christgau của website MSN Music đã dành cho album những lời nhận xét tích cực. Vào ngày 2 tháng 12 năm 2009, có nguồn tin công bố rằng album đã giành được năm đề cử giải Grammy. Tại lễ trao giải Grammy lần thứ 52, The Fame được đề cử tại hạng mục Album của năm và đã đoạt được một giải cho hạng mục Album nhạc điện tử/dance xuất sắc nhất.

### Giải thưởng và đề cử

#### Danh hiệu
- #100 (2013); #95 (2022) – Danh sách "100 album đầu tay xuất sắc nhất mọi thời đại" của tạp chí Rolling Stone.[42][43]

#### Giải thưởng và đề cử
Dưới đây là một số giải thưởng và đề cử đáng chú ý mà The Fame đã nhận được.
| Năm  | Giải thưởng                   | Hạng mục                                      | Kết quả       |
| ---- | ----------------------------- | --------------------------------------------- | ------------- |
| 2009 | Giải thưởng Âm nhạc Hoa Kỳ    | Album nhạc pop/rock được yêu thích            | Đề cử         |
| 2009 | Teen Choice Awards            | Album (của một nghệ sĩ nữ)                    | Đề cử         |
| 2010 | Giải BRIT                     | Album quốc tế xuất sắc nhất                   | Đoạt giải     |
| 2010 | Giải thưởng Âm nhạc NRJ       | Album quốc tế của năm                         | Đề cử         |
| 2010 | Giải Grammy                   | Album của năm                                 | Đề cử         |
| 2010 | Giải Grammy                   | Album nhạc điện tử/dance xuất sắc nhất        | Đoạt giải     |
| 2010 | Giải thưởng Âm nhạc Thế giới  | Album xuất sắc nhất năm trên thế giới         | Đoạt giải     |
| 2011 | Giải thưởng Âm nhạc Billboard | Album nhạc pop đứng đầu                       | Đề cử         |
| 2011 | Giải thưởng Âm nhạc Billboard | Album nhạc điện tử/dance đứng đầu             | Đoạt giải     |
| 2011 | Kỷ lục Thế giới Guinness      | Album dạng nhạc số bán chạy nhất tại Anh Quốc | Được ghi nhận |
| 2012 | Giải thưởng Âm nhạc Billboard | Album nhạc điện tử/dance đứng đầu             | Đề cử         |

## Diễn biến thương mại

Lady Gaga chơi đàn synthesizer được giấu trong một chiếc xe Rolls-Royce cũ trước khi biểu diễn ca khúc "Just Dance" trong chuyến lưu diễn The Monster Ball Tour.

Tại Hoa Kỳ, The Fame ra mắt trên bảng xếp hạng Billboard 200 tại vị trí 17 với doanh số bán ra là 24.000 bản tính đến ngày 15 tháng 11 năm 2008. Sau khi nhiều lần tụt hạng trên bảng xếp hạng, vào ngày 7 tháng 3 năm 2009 album vươn lên được vị trí thứ 10. Ngoài thành tích kể trên, album còn từng đứng đầu bảng xếp hạng Dance/Electronic Albums của tạp chí Billboard và giữ nguyên thứ hạng đó trong hơn 106 tuần không liên tiếp. Tháng 3 năm 2010, Hiệp hội Công nghiệp Ghi âm Hoa Kỳ (RIAA) đã cấp chứng nhận 3× Bạch kim cho album vì doanh số nhập hàng của nó tại nước này đạt mốc ba triệu bản. Cùng với phiên bản tái phát hành cao cấp của nó mang tên The Fame Monster và được gộp chung thành một album bản cao cấp, The Fame nhảy vọt từ vị trí thứ 34 đến vị trí thứ 6 trên Billboard 200 vì đã bán ra được hơn 151.000 bản sao. Vào ngày 9 tháng 1 năm 2010, The Fame đạt được tuần lễ doanh số của nó với hơn 169.000 bản sao đã được tiêu thụ. Vào ngày 16 tháng 1 năm 2010, album vươn lên hạng á quân trên Billboard 200 sau khi giữ vựng sự hiện diện của nó trên bảng xếp hạng này. Đến cuối năm 2009, The Fame trở thành album bán chạy thứ năm của năm.
Tính đến tháng 3 năm 2019, album đã bán ra hơn 4,83 triệu bản sao tại Hoa Kỳ và là album bán chạy thứ bảy trên các cửa hàng nhạc số với doanh số bán ra là hơn một triệu bản. Nếu tính luôn cả đơn vị album tương đương thì The Fame đã tiêu thụ được hơn 8,8 triệu bản tại quốc gia này. 12 là thứ hạng của album trong danh sách 200 Album Đứng đầu Mọi thời đại (Top 200 Albums of All Time) của tạp chí Billboard. Sau buổi biểu diễn của Gaga tại giờ giải lao của giải bóng bầu dục Super Bowl LI, The Fame một lần nữa lọt vào Billboard 200 tại vị trí thứ 6, tiêu thụ hơn 17.000 bản sao và hơn 38.000 đơn vị album tương đương. Album đã góp mặt trong bảng xếp hạng này trong khoảng 200 tuần liên tiếp.

Gaga biểu diễn ca khúc "LoveGame" trong chuyến lưu diễn The Monster Ball Tour.

Tại Canada, album vươn lên vị trí quán quân và được chứng nhận 7× Bạch kim bởi tổ chức Music Canada với doanh số nhập hàng là 560.000 bản. Tính đến tháng 3 năm 2011, 476.000 bản album đã được tiêu thụ tại đất nước này. Tại New Zealand, The Fame ra mắt tại vị trí thứ sáu rồi đạt đến vị trí cao nhất mà nó từng giành được là thứ hai và được cấp chứng nhận 2× Bạch kim. Ở Úc, album ra mắt tại vị trí thứ 12 rồi vươn lên đạt vị trí thứ 3, là vị trí cao nhất mà nó từng đạt được trên bảng xếp hạng của quốc gia. Hiệp hội Công nghiệp Ghi âm Úc (ARIA) đã cấp chứng nhận 4× Bạch kim cho album với doanh số nhập hàng của nó tại đây là 280.000 bản.
The Fame ra mắt tại Anh Quốc đứng vị trí hạng ba với doanh số tuần đầu tiên là 25.288 bản. Sau 10 tuần góp mặt vào top 10, nó đã soán ngôi album Songs for My Mother của nam ca sĩ Ronan Keating trở thành album quán quân. Kể từ ấy, album tiếp tục nắm giữ vị trí cao nhất trong bốn tuần tiếp theo. Tổ chức British Phonographic Industry sau đó đã cấp cho album chứng nhận 10× Bạch kim. Tính đến tháng 10 năm 2018, album đã tiêu thụ hơn 2,99 triệu bản sao tại nước này. Nó trở thành album đầu tiên được chứng nhận Bạch kim dựa trên doanh số bán ra trên các cửa hàng nhạc số với con số cụ thể là 300.000 đơn vị album tại Anh Quốc. The Fame từ đó trở thành album bán chạy thứ chín tại Anh Quốc trong thế kỷ 21 và là album bán chạy thứ 31 trong lịch sử bảng xếp hạng album tại quốc gia này.
Tại Pháp, album ra mắt tại vị trí thứ 73 rồi vươn lên vị trí thứ hai và giữ vững thứ hạng đó trong năm tuần. Hiệp hội Syndicat National de l'Édition Phonographique đã cấp chứng nhận Kim cương cho album với doanh số tiêu thụ của nó tại nước này là 630.000 bản tính đến tháng 2 năm 2012. Tại Ireland, The Fame lần đầu tiên xuất hiện trên bảng xếp hạng album tại hạng 8, đến tuần thứ năm album đạt vị trí quán quân và giữ vững vị trí này trong hai tuần liên tiếp. Ở châu Âu, album từng giành được vị trí thứ nhất trên các bảng xếp hạng European Top 100 Albums, Austrian Albums Chart (Áo) và German Albums Chart (Đức). The Fame trở thành album có số lượt tải về nhiều thứ tư tại Đức. Album cũng đã lọt vào top 20 tại Mexico, Bỉ, Cộng hòa Séc, Đan Mạch, Phần Lan, Hy Lạp, Hungary, Ý, Hà Lan, Na Uy, Ba Lan, Nga và Thụy Sĩ. Cùng với phiên bản tái phát hành của mình, The Fame Monster, The Fame đã bán ra hơn 15 triệu bản trên toàn thế giới.

## Quảng bá

### Các buổi biểu diễn trực tiếp
Gaga đã biểu diễn trực tiếp các bài hát trong album trên toàn thế giới với mục đích quảng bá album. Lần xuất hiện trên truyền hình đầu tiên của nữ ca sĩ là tại lễ trao giải NewNowNext Awards của kênh truyền hình Logo tổ chức vào ngày 7 tháng 6 năm 2008. Ngoài ra, Gaga cũng đã biểu diễn tại sự kiện thời trang Stylenite được tổ chức trong thời gian tuần lễ thời trang Berlin Fashion Week diễn ra, tại cuộc thi tài năng nhảy múa So You Think You Can Dance, trên chương trình Jimmy Kimmel Live!, The Tonight Show with Jay Leno và tại Việt Nam trong phần thi trang phục áo tắm của cuộc thi Hoa hậu Hoàn vũ lần thứ 57 được tổ chức tại đây. Ngày 31 tháng 1 năm 2019, cô biểu diễn trên chương trình đối thoại Tubridy Tonight thuộc quyền sở hữu của kênh truyền hình RTÉ One của Ireland. Ba bài hát trích từ The Fame cũng đã xuất hiện trong ba tập phim của bộ phim Gossip Girl thuộc quyền sở hữu của mạng truyền hình The CW: "Paparazzi" trong tập "Summer, Kind of Wonderful", "Poker Face" trong tập "The Serena Also Rises" và "Money Honey" trong tập "Remains on the J". Ngày 1 tháng 4 năm 2009, Gaga trình diễn ca khúc "Poker Face" trên chương trình American Idol.

### Lưu diễn
Album còn được quảng bá rộng rãi nhờ chuyến lưu diễn hát chính đầu tay của nữ ca sĩ với cái tên The Fame Ball Tour, khởi đầu vào ngày 12 tháng 3 năm 2009 tại thành phố San Diego, California. Chuyến lưu diễn bao gồm các buổi hòa nhạc tại Bắc Mỹ vào tháng 3, tiếp đó là các buổi diễn tại châu Đại Dương và châu Âu. Kế đó là các đêm diễn tại châu Á, cũng như là hai màn trình diễn tại liên hoan âm nhạc V Festival (Anh) và hai đêm diễn tại Bắc Mỹ trước đó đã bị hoãn từ tháng 4. Gaga miêu tả chuyến lưu diễn như một chuyến du lịch đến các bảo tàng có hòa quyện những yếu tố nghệ thuật trình diễn trên sân khấu của Andy Warhol. Tiền bán vé cũng đã được đem đi quyên góp từ thiện. Gaga chia sẻ rằng cô đã có dự định điều chỉnh chút ít thiết kế của các sân khấu trong suốt chuyến lưu diễn để phù hợp với các địa điểm biểu diễn mà cô sẽ đi qua.
Các đêm nhạc được chia làm bốn phần nhỏ, được phân cách với nhau bằng một đoạn video chuyển tiếp. Đêm nhạc kết thúc bằng một phần encore. Danh sách tiết mục của các đêm diễn chỉ bao gồm các bài hát trong album The Fame. Gaga được miêu tả là xuất hiện trên sân khấu với nhiều bộ trang phục mới, phải kể đến bộ váy được làm từ bong bóng giả bằng nhựa. Trong chuyến lưu diễn này, nữ ca sĩ cũng biểu diễn thêm một ca khúc chưa từng được phát hành với tựa đề "Future Love". Tại các buổi hòa nhạc ở châu Âu, danh sách tiết mục được thay đổi chút ít. Chuyến lưu diễn đã nhận được nhiều lời khen ngợi từ giới phê bình bởi họ cho rằng Gaga hát các ca khúc một cách rõ ràng, có một khiếu cảm nhận thời trang tốt và khả năng thể hiện các loại nghệ thuật sân khấu giống một nghệ sĩ thực thụ. Chuyến lưu diễn hát chính thứ hai của nữ ca sĩ, The Monster Ball Tour, cũng có danh sách tiết mục chứa đựng những ca khúc trong The Fame bên cạnh các bài trong The Fame Monster.

### Đĩa đơn

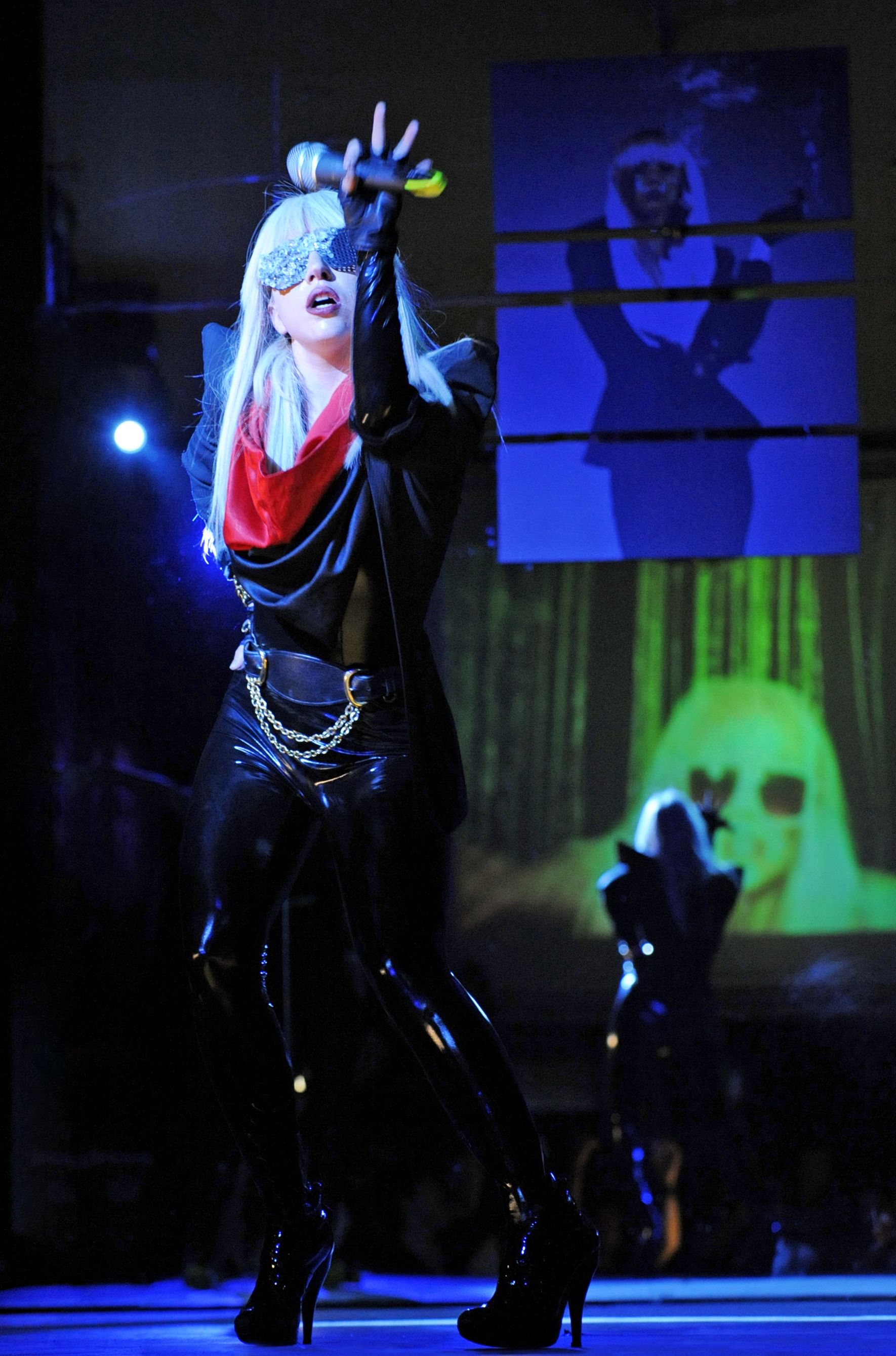
Gaga biểu diễn ca khúc "Just Dance" trong một hộp đêm tại thành phố Montréal, Canada. Trước khi bắt tay vào thực hiện chuyến lưu diễn thì nữ ca sĩ đã biểu diễn các ca khúc trong album tại một vài hộp đêm nhỏ.

"Just Dance" ra mắt với vai trò là đĩa đơn đầu tiên của album vào ngày 17 tháng 6 năm 2008 dưới dạng nhạc số. Bài hát được giới phê bình khen ngợi vì họ cho rằng nó là một bài hát nên được chơi ở hộp đêm và bởi giai điệu synth-pop của nó. Bài hát gặt hái nhiều thành công thương mại khi giành được vị trí quán quân trên các bảng xếp hạng âm nhạc tại Hoa Kỳ, Úc, Canada, Ireland, Hà Lan và Anh Quốc cũng như lọt vào top 10 tại hơn 16 quốc gia khác. Bài hát từng nhận một đề cử giải Grammy cho hạng mục Thu âm nhạc dance xuất sắc nhất nhưng bị bài hát "Harder, Better, Faster, Stronger (Alive 2007)" của bộ đôi DJ nhạc điện tử Daft Punk giành giải.
"Poker Face" được chọn làm đĩa đơn thứ hai của album. Bài hát cũng đã đạt được những phản hồi tích cực từ các nhà phê bình bởi họ đánh giá cao phần hook "nghe giống người máy" và phần điệp khúc của nó. Đĩa đơn đã nhận được nhiều thành công hơn "Just Dance" khi đứng đầu các bảng xếp hạng tại hầu hết các quốc gia mà nó được phát hành tại đó. "Poker Face" trở thành đĩa đơn thứ hai liên tiếp của Gaga đạt vị trí quán quân trên bảng xếp hạng Billboard Hot 100. Ngày 2 tháng 12 năm 2009, "Poker Face" nhận được ba đề cử giải Grammy ở các hạng mục Bài hát của năm, Thu âm của năm và Thu âm nhạc dance xuất sắc nhất.
"Eh, Eh (Nothing Else I Can Say)" là đĩa đơn thứ ba của album tại Úc, New Zealand, Thụy Điển và Đan Mạch và là đĩa đơn thứ tư tại Pháp. Kể từ khi phát hành, bài hát đã nhận được những phản hồi hai chiều từ các nhà đánh giá. Một số thì miêu tả thể loại nhạc của bài hát là dòng europop những năm 90 còn số khác thì cho rằng chính bài hát đã làm ngắt quãng cái bản chất tiệc tùng, sống động vốn có của album. Bài hát không đạt được nhiều thành công như các đĩa đơn ở trên khi chỉ giành được vị trí cao nhất là 15 tại Úc và 9 tại New Zealand. "Eh, Eh (Nothing Else I Can Say)" từng đạt vị trí cao nhất mà nó từng đạt được tại Thụy Điển và Pháp lần lượt là thứ 2 và thứ 7.
"LoveGame" được phát hành với vai trò là đĩa đơn thứ ba của album tại Hoa Kỳ, Canada và một số nước thuộc châu Âu. Bài hát đóng vai trò là đĩa đơn thứ tư tại Úc, New Zealand và Anh Quốc. "LoveGame" đã được đón nhận tích cực bởi giai điệu bắt tai cùng với phần hook "I wanna take a ride on your disco stick". Bài hát vươn lên top 10 tại một số quốc gia như Hoa Kỳ, Úc, Canada và top 20 tại một số quốc gia khác.
"Paparazzi" được công bố là đĩa đơn thứ ba của album tại Anh Quốc và Anh Quốc và phát hành vào ngày 6 tháng 7 năm 2009; là đĩa đơn thứ tư tại Hoa Kỳ và là đĩa đơn thứ năm nếu xét theo tổng thể. Bài hát đã vươn lên top 5 tại Úc, Canada, Ireland và Anh Quốc; và vươn lên top 10 tại Hoa Kỳ. Sau khi phát hành, bài hát đã nhận được nhiều lời đánh giá tích cực vì tính vui nhộn, thân thiện với hộp đêm và được coi là bài hát gây ấn tượng mạnh và đáng nhớ nhất trong album. Video âm nhạc của bài hát là một bộ phim ngắn xoay quanh một nữ diễn viên phụ có sự nghiệp ảm đạm (do Gaga thủ vai) từng bị bạn trai mình ám hại, nhưng may mắn thoát chết và trả thù người bạn trai độc ác để lấy lại danh tiếng.

### Đĩa đơn quảng bá
Nhằm mục đích chào mừng bộ phim Dirty Sexy Money trong lần đầu tiên được chính thức phát sóng ở Hoa Kỳ, đài ABC đã quyết định làm một video âm nhạc cho bài hát "Beautiful, Dirty, Rich" của Gaga (do Melina Matsoukas làm đạo diễn). Dù ban đầu ca khúc được công bố là đĩa đơn thứ hai của album, nhưng sau này "Poker Face" lại được chọn thay thế. Có hai phiên bản của video âm nhạc kể trên – một bản có xen giữa những cảnh quay từ bộ phim Dirty Sexy Money, bản thứ hai chính là video âm nhạc thật sự. Với số lượt tải xuống khá cao, bài hát lọt vào bảng xếp hạng UK Singles Chart và vị trí cao nhất của nó từng đạt được trên bảng xếp hạng là 83.

## The Fame Monster

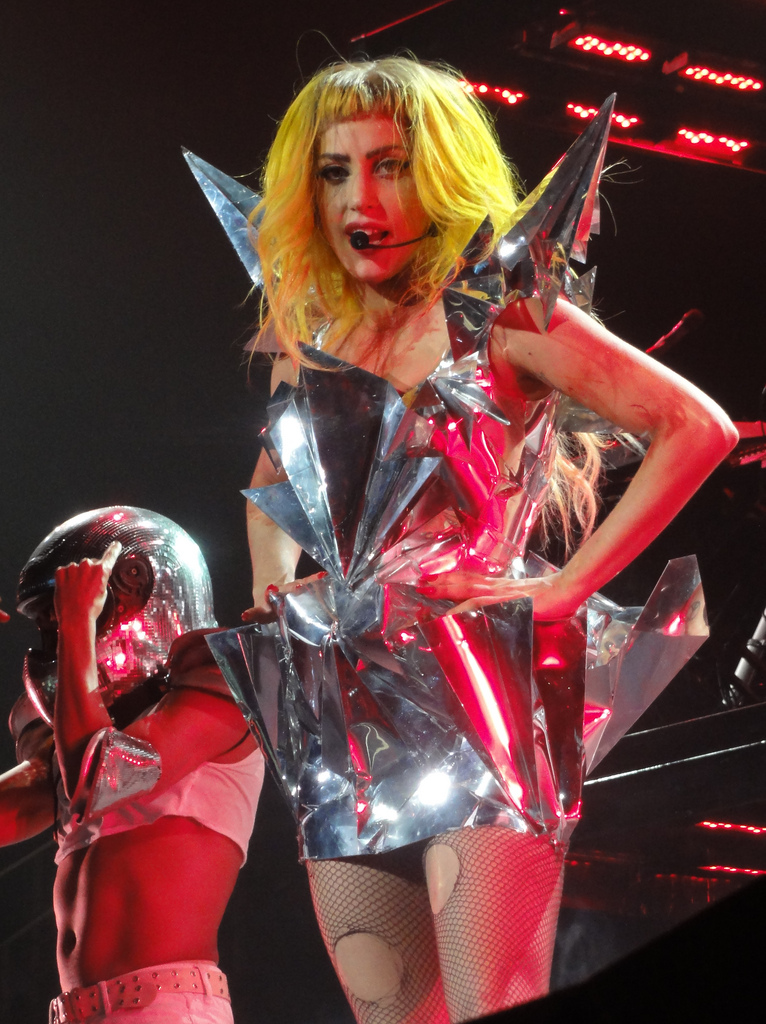
Gaga biểu diễn ca khúc "Bad Romance" trong một đêm nhạc tổ chức tại Thành phố Salt Lake, Mỹ, thuộc chuyến lưu diễn The Monster Ball Tour.

The Fame Monster là phiên bản tái phát hành của The Fame, ra mắt vào ngày 18 tháng 11 năm 2009. Ban đầu được dự định sẽ là một phần của phiên bản cao cấp của The Fame, hãng Interscope sau đó quyết định phát hành 8 bài hát mới gộp chung thành một EP độc lập tại một số vùng lãnh thổ. Quyết định này được đưa ra sau khi Gaga tuyên bố rằng việc phát hành lại album The Fame sẽ tốn rất nhiều chi phí và hai album này thực chất có chủ đề trái ngược nhau, được Gaga mô tả là âm và dương. Phiên bản cao cấp của album tái phát hành này bao gồm toàn bộ các ca khúc có trong The Fame và 8 bài hát mới kể trên. Album chủ yếu nói về mặt tối của danh tiếng mà Gaga đã từng trải qua trong khoảng thời gian 2008–2009 trong khi đi chu du vòng quanh thế giới và được thể hiện thông qua hình ảnh một con quái vật. Bìa album được chụp bởi nhiếp ảnh gia Hedi Slimane và mang phong cách Gothic. Lúc đầu hãng đĩa của nữ ca sĩ không đồng ý cho Gaga chụp ảnh bìa như thế này nhưng rồi họ cũng chấp nhận sau khi nữ ca sĩ thuyết phục họ. Các bài hát trích từ album đều lấy cảm hứng từ nhạc Gothic và các buổi biểu diễn thời trang. Sau khi phát hành, các nhà phê bình lúc bấy giờ đã đánh giá cao album, họ đặc biệt chú ý đến các bài hát "Bad Romance", "Telephone" và "Dance in the Dark". Tại một số quốc gia, The Fame Monster được xem xét gộp chung với The Fame thành một album để xếp hạng trên các bảng xếp hạng âm nhạc; trong khi tại Hoa Kỳ, Canada và Nhật Bản, nó được xếp hạng dưới tư cách một album riêng lẻ. Album đã lọt vào top 10 tại hầu hết các quốc gia mà nó chọn làm thị trường tiêu thụ. Sau đó, Gaga khởi động chuyến lưu diễn The Monster Ball Tour nhằm mục đích quảng bá rộng rãi album. Chuyến lưu diễn bắt đầu vào ngày 27 tháng 11 năm 2009 và kết thúc vào mùa xuân năm 2011.

## Đội ngũ thực hiện
Đội ngũ thực hiện được lấy từ ghi chú trên bìa album.
- Akon – hát đệm
- Victor Bailey – chơi guitar bass
- Vicki Boyd – A&R
- Troy Carter – quản lý
- Lisa Einhorn-Gilder – điều phối việc sản xuất
- Flo Rida – rap
- Rob Fusari – sản xuất, đồng giám đốc sản xuất
- Calvin "Sci-Fidelty" Gaines – lập trình âm thanh, chơi guitar bass
- Gene Grimaldi –  hoàn chỉnh âm thanh
- Vincent Herbert – giám đốc sản xuất, A&R
- Pieter Henket – nhiếp ảnh gia
- Tom Kafafian – chơi guitar
- Dyana Kass – giám đốc marketing
- Martin Kierszenbaum – sản xuất, A&R
- Brian Kierulf – sản xuất, biên khúc
- Lady Gaga – hát chính, hát đệm, sản xuất, chơi piano, synthesizer, organ
- Leah Landon – quản lý
- Candice Lawler – nhiếp ảnh gia
- Dave Murga – tạo tiếng trống, tạo tiếng nhịp đập
- Colby O'Donis – hát, hát đệm
- Robert Orton – phối khí
- Jennifer Paola – người chịu trách nhiệm A&R
- RedOne – sản xuất, chơi nhạc cụ, lập trình âm thanh, thu âm, hát đệm, đồng giám đốc sản xuất
- Andrea Ruffalo – điều phối viên A&R
- Dave Russell – kỹ sư âm thanh
- Warwick Saint – nhiếp ảnh gia
- Joshua M. Schwartz – sản xuất, biên khúc
- Space Cowboy – sản xuất, hát
- Joe Tomino – tạo tiếng nhịp
- Tony Ugval – kỹ sư âm thanh
- Liam Ward – chỉ đạo nghệ thuật

## Danh sách ca khúc
| The Fame – phiên bản tại Mỹ và quốc tế | The Fame – phiên bản tại Mỹ và quốc tế              | The Fame – phiên bản tại Mỹ và quốc tế             | The Fame – phiên bản tại Mỹ và quốc tế | The Fame – phiên bản tại Mỹ và quốc tế |
| STT                                    | Nhan đề                                             | Sáng tác                                           | Sản xuất                               | Thời lượng                             |
| -------------------------------------- | --------------------------------------------------- | -------------------------------------------------- | -------------------------------------- | -------------------------------------- |
| 1.                                     | "Just Dance" (hợp tác với Colby O'Donis)            | Stefani Germanotta Nadir Khayat Aliaune Thiam      | RedOne                                 | 4:02                                   |
| 2.                                     | "LoveGame"                                          | Germanotta Khayat                                  | RedOne                                 | 3:36                                   |
| 3.                                     | "Paparazzi"                                         | Germanotta Rob Fusari                              | Fusari Gaga [a]                        | 3:28                                   |
| 4.                                     | "Poker Face"                                        | Germanotta Khayat                                  | RedOne                                 | 3:57                                   |
| 5.                                     | "Eh, Eh (Nothing Else I Can Say)"                   | Germanotta Martin Kierszenbaum                     | Kierszenbaum                           | 2:55                                   |
| 6.                                     | "Beautiful, Dirty, Rich"                            | Germanotta Fusari                                  | Fusari                                 | 2:52                                   |
| 7.                                     | "The Fame"                                          | Germanotta Kierszenbaum                            | Kierszenbaum                           | 3:42                                   |
| 8.                                     | "Money Honey"                                       | Germanotta Khayat Bilal Hajji                      | RedOne                                 | 2:50                                   |
| 9.                                     | "Starstruck" (hợp tác với Space Cowboy và Flo Rida) | Germanotta Kierszenbaum Nick Dresti Tramar Dillard | Kierszenbaum Space Cowboy              | 3:37                                   |
| 10.                                    | "Boys Boys Boys"                                    | Germanotta Khayat                                  | RedOne                                 | 3:20                                   |
| 11.                                    | "Paper Gangsta"                                     | Germanotta Khayat                                  | RedOne                                 | 4:23                                   |
| 12.                                    | "Brown Eyes"                                        | Germanotta Fusari                                  | Fusari Gaga [a]                        | 4:03                                   |
| 13.                                    | "I Like It Rough"                                   | Germanotta Kierszenbaum                            | Kierszenbaum                           | 3:22                                   |
| 14.                                    | "Summerboy"                                         | Germanotta Brian Kierulf Josh Schwartz             | Brian & Josh                           | 4:13                                   |
| Tổng thời lượng:                       | Tổng thời lượng:                                    | Tổng thời lượng:                                   | Tổng thời lượng:                       | 50:20                                  |

| The Fame – các bài hát bổ sung trong album phát hành trên iTunes Store Hoa Kỳ và quốc tế | The Fame – các bài hát bổ sung trong album phát hành trên iTunes Store Hoa Kỳ và quốc tế | The Fame – các bài hát bổ sung trong album phát hành trên iTunes Store Hoa Kỳ và quốc tế | The Fame – các bài hát bổ sung trong album phát hành trên iTunes Store Hoa Kỳ và quốc tế | The Fame – các bài hát bổ sung trong album phát hành trên iTunes Store Hoa Kỳ và quốc tế |
| STT                                                                                      | Nhan đề                                                                                  | Sáng tác                                                                                 | Sản xuất                                                                                 | Thời lượng                                                                               |
| ---------------------------------------------------------------------------------------- | ---------------------------------------------------------------------------------------- | ---------------------------------------------------------------------------------------- | ---------------------------------------------------------------------------------------- | ---------------------------------------------------------------------------------------- |
| 15.                                                                                      | "Disco Heaven"                                                                           | Germanotta Fusari                                                                        | Fusari                                                                                   | 3:41                                                                                     |
| Tổng thời lượng:                                                                         | Tổng thời lượng:                                                                         | Tổng thời lượng:                                                                         | Tổng thời lượng:                                                                         | 54:01                                                                                    |

| The Fame – phiên bản tại Canada và phiên bản gốc tại Úc | The Fame – phiên bản tại Canada và phiên bản gốc tại Úc | The Fame – phiên bản tại Canada và phiên bản gốc tại Úc | The Fame – phiên bản tại Canada và phiên bản gốc tại Úc | The Fame – phiên bản tại Canada và phiên bản gốc tại Úc |
| STT                                                     | Nhan đề                                                 | Sáng tác                                                | Sản xuất                                                | Thời lượng                                              |
| ------------------------------------------------------- | ------------------------------------------------------- | ------------------------------------------------------- | ------------------------------------------------------- | ------------------------------------------------------- |
| 1.                                                      | "Just Dance" (hợp tác với Colby O'Donis)                | Stefani Germanotta Nadir Khayat Aliaune Thiam           | RedOne                                                  | 4:02                                                    |
| 2.                                                      | "LoveGame"                                              | Germanotta Khayat                                       | RedOne                                                  | 3:31                                                    |
| 3.                                                      | "Paparazzi"                                             | Germanotta Rob Fusari                                   | Fusari Gaga [a]                                         | 3:30                                                    |
| 4.                                                      | "Beautiful, Dirty, Rich"                                | Germanotta Fusari                                       | Fusari                                                  | 3:59                                                    |
| 5.                                                      | "Eh, Eh (Nothing Else I Can Say)"                       | Germanotta Martin Kierszenbaum                          | Kierszenbaum                                            | 2:57                                                    |
| 6.                                                      | "Poker Face"                                            | Germanotta Khayat                                       | RedOne                                                  | 2:53                                                    |
| 7.                                                      | "The Fame"                                              | Germanotta Kierszenbaum                                 | Kierszenbaum                                            | 3:43                                                    |
| 8.                                                      | "Money Honey"                                           | Germanotta Khayat Bilal Hajji                           | RedOne                                                  | 3:06                                                    |
| 9.                                                      | "Again Again"                                           | Germanotta Fusari                                       | Fusari                                                  | 3:05                                                    |
| 10.                                                     | "Boys Boys Boys"                                        | Germanotta Khayat                                       | RedOne                                                  | 3:22                                                    |
| 11.                                                     | "Brown Eyes"                                            | Germanotta Fusari                                       | Fusari Gaga [a]                                         | 4:05                                                    |
| 12.                                                     | "Summerboy"                                             | Germanotta Brian Kierulf Josh Schwartz                  | Brian & Josh                                            | 4:14                                                    |
| Tổng thời lượng:                                        | Tổng thời lượng:                                        | Tổng thời lượng:                                        | Tổng thời lượng:                                        | 42:21                                                   |

| The Fame – các bài hát bổ sung trong album phát hành trên iTunes Store Canada | The Fame – các bài hát bổ sung trong album phát hành trên iTunes Store Canada | The Fame – các bài hát bổ sung trong album phát hành trên iTunes Store Canada | The Fame – các bài hát bổ sung trong album phát hành trên iTunes Store Canada | The Fame – các bài hát bổ sung trong album phát hành trên iTunes Store Canada |
| STT                                                                           | Nhan đề                                                                       | Sáng tác                                                                      | Sản xuất                                                                      | Thời lượng                                                                    |
| ----------------------------------------------------------------------------- | ----------------------------------------------------------------------------- | ----------------------------------------------------------------------------- | ----------------------------------------------------------------------------- | ----------------------------------------------------------------------------- |
| 13.                                                                           | "I Like It Rough"                                                             | Germanotta Kierszenbaum                                                       | Kierszenbaum                                                                  | 3:22                                                                          |
| Tổng thời lượng:                                                              | Tổng thời lượng:                                                              | Tổng thời lượng:                                                              | Tổng thời lượng:                                                              | 57:43                                                                         |

| The Fame – phiên bản tại Anh Quốc, Ireland và Nhật Bản | The Fame – phiên bản tại Anh Quốc, Ireland và Nhật Bản | The Fame – phiên bản tại Anh Quốc, Ireland và Nhật Bản | The Fame – phiên bản tại Anh Quốc, Ireland và Nhật Bản | The Fame – phiên bản tại Anh Quốc, Ireland và Nhật Bản |
| STT                                                    | Nhan đề                                                | Sáng tác                                               | Sản xuất                                               | Thời lượng                                             |
| ------------------------------------------------------ | ------------------------------------------------------ | ------------------------------------------------------ | ------------------------------------------------------ | ------------------------------------------------------ |
| 1.                                                     | "Just Dance" (hợp tác với Colby O'Donis)               | Germanotta, Khayat, Thiam                              | RedOne                                                 | 4:02                                                   |
| 2.                                                     | "LoveGame"                                             | Germanotta, Khayat                                     | RedOne                                                 | 3:39                                                   |
| 3.                                                     | "Paparazzi"                                            | Germanotta, Fusari                                     | Fusari, Gaga (đồng sản xuất)                           | 3:30                                                   |
| 4.                                                     | "Poker Face"                                           | Germanotta, Khayat                                     | RedOne                                                 | 3:59                                                   |
| 5.                                                     | "I Like It Rough"                                      | Germanotta, Kierszenbaum                               | Kierszenbaum                                           | 3:24                                                   |
| 6.                                                     | "Eh, Eh (Nothing Else I Can Say)"                      | Germanotta, Kierszenbaum                               | Kierszenbaum                                           | 2:57                                                   |
| 7.                                                     | "Starstruck" (hợp tác với Space Cowboy và Flo Rida)    | Germanotta, Kierszenbaum, Dresti, Dillard              | Kierszenbaum, Space Cowboy                             | 3:39                                                   |
| 8.                                                     | "Beautiful, Dirty, Rich"                               | Germanotta, Fusari                                     | Fusari                                                 | 2:53                                                   |
| 9.                                                     | "The Fame"                                             | Germanotta, Kierszenbaum                               | Kierszenbaum                                           | 3:43                                                   |
| 10.                                                    | "Money Honey"                                          | Germanotta, Khayat, Hajji                              | RedOne                                                 | 2:52                                                   |
| 11.                                                    | "Boys Boys Boys"                                       | Germanotta, Khayat                                     | RedOne                                                 | 3:22                                                   |
| 12.                                                    | "Paper Gangsta"                                        | Germanotta, Khayat                                     | RedOne                                                 | 4:25                                                   |
| 13.                                                    | "Brown Eyes"                                           | Germanotta, Fusari                                     | Fusari, Gaga (đồng sản xuất)                           | 4:05                                                   |
| 14.                                                    | "Summerboy"                                            | Germanotta, Kierulf, Schwartz                          | Brian & Josh                                           | 4:14                                                   |
| 15.                                                    | "Disco Heaven"                                         | Germanotta, Fusari, Tom Kafafian                       | Fusari                                                 | 3:41                                                   |
| 16.                                                    | "Again Again"                                          | Germanotta, Fusari                                     | Fusari                                                 | 3:05                                                   |
| Tổng thời lượng:                                       | Tổng thời lượng:                                       | Tổng thời lượng:                                       | Tổng thời lượng:                                       | 57:24                                                  |

| The Fame – các bài hát bổ sung trong album phát hành tại Nhật | The Fame – các bài hát bổ sung trong album phát hành tại Nhật | The Fame – các bài hát bổ sung trong album phát hành tại Nhật | The Fame – các bài hát bổ sung trong album phát hành tại Nhật | The Fame – các bài hát bổ sung trong album phát hành tại Nhật |
| STT                                                           | Nhan đề                                                       | Sáng tác                                                      | Sản xuất                                                      | Thời lượng                                                    |
| ------------------------------------------------------------- | ------------------------------------------------------------- | ------------------------------------------------------------- | ------------------------------------------------------------- | ------------------------------------------------------------- |
| 17.                                                           | "Retro Dance Freak"                                           | Germanotta Fusari                                             | Fusari                                                        | 3:23                                                          |
| Tổng thời lượng:                                              | Tổng thời lượng:                                              | Tổng thời lượng:                                              | Tổng thời lượng:                                              | 60:45                                                         |

| The Fame – các bài hát bổ sung trong phiên bản cao cấp được bán tại cửa hàng điện máy Saturn | The Fame – các bài hát bổ sung trong phiên bản cao cấp được bán tại cửa hàng điện máy Saturn | The Fame – các bài hát bổ sung trong phiên bản cao cấp được bán tại cửa hàng điện máy Saturn | The Fame – các bài hát bổ sung trong phiên bản cao cấp được bán tại cửa hàng điện máy Saturn | The Fame – các bài hát bổ sung trong phiên bản cao cấp được bán tại cửa hàng điện máy Saturn |
| STT                                                                                          | Nhan đề                                                                                      | Sáng tác                                                                                     | Sản xuất                                                                                     | Thời lượng                                                                                   |
| -------------------------------------------------------------------------------------------- | -------------------------------------------------------------------------------------------- | -------------------------------------------------------------------------------------------- | -------------------------------------------------------------------------------------------- | -------------------------------------------------------------------------------------------- |
| 16.                                                                                          | "Poker Face" (phiên bản piano có lời nhạc)                                                   | Germanotta, Khayat                                                                           | RedOne                                                                                       | 3:38                                                                                         |
| 17.                                                                                          | "Just Dance" (hợp tác với Colby O'Donis) (phiên bản "trần trụi")                             | Germanotta, Khayat, Thiam                                                                    | RedOne                                                                                       | 2:05                                                                                         |
| 18.                                                                                          | "Eh, Eh (Nothing Else I Can Say)" (phiên bản organ và beatbox)                               | Germanotta, Kierszenbaum                                                                     | Kierszenbaum                                                                                 | 3:03                                                                                         |
| 19.                                                                                          | "Again Again"                                                                                | Germanotta, Fusari                                                                           | Fusari                                                                                       | 3:05                                                                                         |

| The Fame – DVD bổ sung trong phiên bản cao cấp của album tại Nhật | The Fame – DVD bổ sung trong phiên bản cao cấp của album tại Nhật | The Fame – DVD bổ sung trong phiên bản cao cấp của album tại Nhật |
| STT                                                               | Nhan đề                                                           | Thời lượng                                                        |
| ----------------------------------------------------------------- | ----------------------------------------------------------------- | ----------------------------------------------------------------- |
| 1.                                                                | "Just Dance" (video âm nhạc)                                      | 4:06                                                              |
| 2.                                                                | "Poker Face" (video âm nhạc)                                      | 3:35                                                              |
| 3.                                                                | "Eh, Eh (Nothing Else I Can Say)" (video âm nhạc)                 | 2:56                                                              |
| 4.                                                                | "LoveGame" (video âm nhạc)                                        | 3:37                                                              |
| 5.                                                                | "Paparazzi" (video âm nhạc)                                       | 7:37                                                              |
| Tổng thời lượng:                                                  | Tổng thời lượng:                                                  | 21:52                                                             |

| The Fame – USB với số lượng có hạn | The Fame – USB với số lượng có hạn                                                 | The Fame – USB với số lượng có hạn        | The Fame – USB với số lượng có hạn                                         | The Fame – USB với số lượng có hạn |
| STT                                | Nhan đề                                                                            | Sáng tác                                  | Sản xuất                                                                   | Thời lượng                         |
| ---------------------------------- | ---------------------------------------------------------------------------------- | ----------------------------------------- | -------------------------------------------------------------------------- | ---------------------------------- |
| 1.                                 | "Just Dance" (hợp tác với Colby O'Donis)                                           | Germanotta, Khayat, Thiam                 | RedOne                                                                     | 4:02                               |
| 2.                                 | "LoveGame"                                                                         | Germanotta, Khayat                        | RedOne                                                                     | 3:39                               |
| 3.                                 | "Paparazzi"                                                                        | Germanotta, Fusari                        | Fusari, Gaga (đồng sản xuất)                                               | 3:30                               |
| 4.                                 | "Poker Face"                                                                       | Germanotta, Khayat                        | RedOne                                                                     | 3:59                               |
| 5.                                 | "I Like It Rough"                                                                  | Germanotta, Kierszenbaum                  | Kierszenbaum                                                               | 3:24                               |
| 6.                                 | "Eh, Eh (Nothing Else I Can Say)"                                                  | Germanotta, Kierszenbaum                  | Kierszenbaum                                                               | 2:57                               |
| 7.                                 | "Starstruck" (hợp tác với Space Cowboy và Flo Rida)                                | Germanotta, Kierszenbaum, Dresti, Dillard | Kierszenbaum, Space Cowboy                                                 | 3:39                               |
| 8.                                 | "Beautiful, Dirty, Rich"                                                           | Germanotta, Fusari                        | Fusari                                                                     | 2:53                               |
| 9.                                 | "The Fame"                                                                         | Germanotta, Kierszenbaum                  | Kierszenbaum                                                               | 3:43                               |
| 10.                                | "Money Honey"                                                                      | Germanotta, Khayat, Hajji                 | RedOne                                                                     | 2:52                               |
| 11.                                | "Boys Boys Boys"                                                                   | Germanotta, Khayat                        | RedOne                                                                     | 3:22                               |
| 12.                                | "Paper Gangsta"                                                                    | Germanotta, Khayat                        | RedOne                                                                     | 4:25                               |
| 13.                                | "Brown Eyes"                                                                       | Germanotta, Fusari                        | Fusari, Gaga (đồng sản xuất)                                               | 4:05                               |
| 14.                                | "Summerboy"                                                                        | Germanotta, Kierulf, Schwartz             | Brian & Josh                                                               | 4:14                               |
| 15.                                | "Disco Heaven"                                                                     | Germanotta, Fusari, Tom Kafafian          | Fusari                                                                     | 3:41                               |
| 16.                                | "Again Again"                                                                      | Germanotta, Fusari                        | Fusari                                                                     | 3:05                               |
| 17.                                | "Poker Face" (phiên bản piano có lời nhạc được biểu diễn tại The Cherrytree House) | Germanotta, RedOne                        | Kierszenbaum                                                               | 3:38                               |
| 18.                                | "Eh, Eh (Nothing Else I Can Say)" (Pet Shop Boys Extended Remix)                   | Germanotta, Kierszenbaum                  | Kierszenbaum (Pet Shop Boys cũng tham gia remix và đồng sản xuất)          | 6:30                               |
| 19.                                | "Just Dance" (hợp tác với Colby O'Donis) (Space Cowboy Remix)                      | Germanotta, Khayat, Thiam                 | RedOne (Space Cowboy cũng tham gia remix và đồng sản xuất)                 | 5:04                               |
| 20.                                | "LoveGame" (Robots to Mars Remix)                                                  | Germanotta, Khayat                        | RedOne (Robots to Mars cũng tham gia remix và đồng sản xuất)               | 3:12                               |
| 21.                                | "Paparazzi" (Stuart Price Remix) (phiên bản chỉnh sửa trên đài phát thanh)         | Germanotta, Rob Fusari                    | Fusari, Lady Gaga (co) (Stuart Price cũng tham gia remix và đồng sản xuất) | 3:19                               |
| 22.                                | "The Fame" (Glam as You Remix)                                                     | Germanotta, Kierszenbaum                  | Kierszenbaum (Guéna LG cũng tham gia remix và đồng sản xuất)               | 3:57                               |
| 23.                                | "Christmas Tree" (hợp tác với Space Cowboy)                                        | Germanotta, Nicolas Dresti                | Kierszenbaum, Space Cowboy                                                 | 2:22                               |
| 24.                                | "Retro Dance Freak"                                                                | Germanotta, Fusari                        | Fusari                                                                     | 3:22                               |
| 25.                                | "Just Dance" (video âm nhạc)                                                       |                                           |                                                                            | 4:08                               |
| 26.                                | "Poker Face" (video âm nhạc)                                                       |                                           |                                                                            | 3:39                               |
| 27.                                | "LoveGame" (video âm nhạc)                                                         |                                           |                                                                            | 3:43                               |
| 28.                                | "Eh, Eh (Nothing Else I Can Say)" (video âm nhạc)                                  |                                           |                                                                            | 3:02                               |

| The Fame – USB với số lượng có hạn kỷ niệm 10 năm phát hành album | The Fame – USB với số lượng có hạn kỷ niệm 10 năm phát hành album | The Fame – USB với số lượng có hạn kỷ niệm 10 năm phát hành album                   | The Fame – USB với số lượng có hạn kỷ niệm 10 năm phát hành album | The Fame – USB với số lượng có hạn kỷ niệm 10 năm phát hành album |
| STT                                                               | Nhan đề                                                           | Sáng tác                                                                            | Sản xuất                                                          | Thời lượng                                                        |
| ----------------------------------------------------------------- | ----------------------------------------------------------------- | ----------------------------------------------------------------------------------- | ----------------------------------------------------------------- | ----------------------------------------------------------------- |
| 1.                                                                | "Just Dance" (hợp tác với Colby O'Donis)                          | Germanotta, Khayat, Thiam                                                           | RedOne                                                            | 4:02                                                              |
| 2.                                                                | "LoveGame"                                                        | Germanotta, Khayat                                                                  | RedOne                                                            | 3:39                                                              |
| 3.                                                                | "Paparazzi"                                                       | Germanotta, Fusari                                                                  | Fusari, Gaga (đồng sản xuất)                                      | 3:30                                                              |
| 4.                                                                | "Poker Face"                                                      | Germanotta, Khayat                                                                  | RedOne                                                            | 3:59                                                              |
| 5.                                                                | "I Like It Rough"                                                 | Germanotta, Kierszenbaum                                                            | Kierszenbaum                                                      | 3:24                                                              |
| 6.                                                                | "Eh, Eh (Nothing Else I Can Say)"                                 | Germanotta, Kierszenbaum                                                            | Kierszenbaum                                                      | 2:57                                                              |
| 7.                                                                | "Starstruck" (hợp tác với Space Cowboy và Flo Rida)               | Germanotta, Kierszenbaum, Dresti, Dillard                                           | Kierszenbaum, Space Cowboy                                        | 3:39                                                              |
| 8.                                                                | "Beautiful, Dirty, Rich"                                          | Germanotta, Fusari                                                                  | Fusari                                                            | 2:53                                                              |
| 9.                                                                | "The Fame"                                                        | Germanotta, Kierszenbaum                                                            | Kierszenbaum                                                      | 3:43                                                              |
| 10.                                                               | "Money Honey"                                                     | Germanotta, Khayat, Hajji                                                           | RedOne                                                            | 2:52                                                              |
| 11.                                                               | "Boys Boys Boys"                                                  | Germanotta, Khayat                                                                  | RedOne                                                            | 3:22                                                              |
| 12.                                                               | "Paper Gangsta"                                                   | Germanotta, Khayat                                                                  | RedOne                                                            | 4:25                                                              |
| 13.                                                               | "Brown Eyes"                                                      | Germanotta, Fusari                                                                  | Fusari, Gaga (đồng sản xuất)                                      | 4:05                                                              |
| 14.                                                               | "Summerboy"                                                       | Germanotta, Kierulf, Schwartz                                                       | Brian & Josh                                                      | 4:14                                                              |
| 15.                                                               | "Disco Heaven"                                                    | Germanotta, Fusari, Tom Kafafian                                                    | Fusari                                                            | 3:41                                                              |
| 16.                                                               | "Again Again"                                                     | Germanotta, Fusari                                                                  | Fusari                                                            | 3:05                                                              |
| 17.                                                               | "Retro Dance Freak"                                               | Germanotta, Fusari                                                                  | Fusari                                                            | 3:22                                                              |
| 18.                                                               | "Bad Romance"                                                     | Germanotta, Khayat                                                                  | RedOne, Gaga[a]                                                   | 4:54                                                              |
| 19.                                                               | "Alejandro"                                                       | Germanotta, Khayat                                                                  | RedOne, Gaga[a]                                                   | 4:34                                                              |
| 20.                                                               | "Monster"                                                         | Germanotta, Khayat, Space Cowboy                                                    | RedOne, Gaga[a]                                                   | 4:10                                                              |
| 21.                                                               | "Speechless"                                                      | Germanotta                                                                          | Ron Fair, Gaga[a] Tal Herzberg[a]                                 | 4:31                                                              |
| 22.                                                               | "Dance in the Dark"                                               | Germanotta, Fernando Garibay                                                        | Fernando Garibay, Gaga[a]                                         | 4:49                                                              |
| 23.                                                               | "Telephone" (hợp tác với Beyoncé)                                 | Germanotta, Rodney "Darkchild" Jerkins, LaShawn Daniels, Lazonate Franklin, Beyoncé | Darkchild, Gaga[a]                                                | 3:41                                                              |
| 24.                                                               | "So Happy I Could Die"                                            | Germanotta, RedOne, Space Cowboy                                                    | RedOne, Gaga, Space Cowboy                                        | 3:55                                                              |
| 25.                                                               | "Teeth"                                                           | Germanotta, Taja Riley, Pete Wyoming Bender, Teddy Riley                            | Teddy Riley, Gaga[a]                                              | 3:41                                                              |
| 26.                                                               | "Just Dance" (video âm nhạc)                                      |                                                                                     |                                                                   | 4:08                                                              |
| 27.                                                               | "Poker Face" (video âm nhạc)                                      |                                                                                     |                                                                   | 3:39                                                              |
| 28.                                                               | "LoveGame" (video âm nhạc)                                        |                                                                                     |                                                                   | 3:43                                                              |
| 29.                                                               | "Eh, Eh (Nothing Else I Can Say)" (video âm nhạc)                 |                                                                                     |                                                                   | 3:02                                                              |
| 30.                                                               | "Beautiful, Dirty, Rich" (video âm nhạc)                          |                                                                                     |                                                                   | 2:48                                                              |
| 31.                                                               | "Bad Romance" (video âm nhạc)                                     |                                                                                     |                                                                   | 5:08                                                              |
| 32.                                                               | "Alejandro" (video âm nhạc)                                       |                                                                                     |                                                                   | 8:44                                                              |
| 33.                                                               | "Telephone (hợp tác với Beyoncé)" (video âm nhạc)                 |                                                                                     |                                                                   | 9:31                                                              |

Ghi chú
- ^a  biểu thị người đồng sản xuất bài hát

## Xếp hạng
| Bảng xếp hạng (2008–2017)                     | Vị trí xếp hạng cao nhất |
| --------------------------------------------- | ------------------------ |
| Album Úc (ARIA)                               | 3                        |
| Album Áo (Ö3 Austria)                         | 1                        |
| Album Bỉ (Ultratop Vlaanderen)                | 4                        |
| Album Bỉ (Ultratop Wallonie)                  | 8                        |
| Brazil (ABPD)                                 | 15                       |
| Canada (Billboard)                            | 1                        |
| Cộng hòa Séc (ČNS IFPI)                       | 2                        |
| Album Đan Mạch (Hitlisten)                    | 2                        |
| Album Hà Lan (Album Top 100)                  | 12                       |
| Châu Âu (Billboard)                           | 1                        |
| Album Phần Lan (Suomen virallinen lista)      | 3                        |
| Album Pháp (SNEP)                             | 2                        |
| Album Đức (Offizielle Top 100)                | 1                        |
| Hy Lạp (IFPI)                                 | 2                        |
| Album Hungaria (MAHASZ)                       | 2                        |
| Album Ireland (IRMA)                          | 1                        |
| Album Ý (FIMI)                                | 13                       |
| Album Nhật Bản (Oricon)                       | 6                        |
| Album México (Top 100 Mexico)                 | 2                        |
| Album New Zealand (RMNZ)                      | 2                        |
| Album Na Uy (VG-lista)                        | 4                        |
| Album Ba Lan (ZPAV)                           | 1                        |
| Album Bồ Đào Nha (AFP)                        | 3                        |
| Nga (Russian Music Charts)                    | 5                        |
| Album Scotland (OCC)                          | 1                        |
| Nam Phi (RISA)                                | 1                        |
| Album Tây Ban Nha (PROMUSICAE)                | 3                        |
| Album Thụy Điển (Sverigetopplistan)           | 15                       |
| Album Thụy Sĩ (Schweizer Hitparade)           | 1                        |
| Album Anh Quốc (OCC)                          | 1                        |
| Album Hoa Kỳ Billboard 200                    | 2                        |
| Album Hoa Kỳ Top Dance/Electronic (Billboard) | 1                        |

| Bảng xếp hạng (xét những năm 2000)         | Vị trí |
| ------------------------------------------ | ------ |
| Úc (ARIA)                                  | 89     |
| Áo (Ö3 Austria)                            | 2      |
| Hoa Kỳ Dance/Electronic Albums (Billboard) | 3      |

| Bảng xếp hạng             | Vị trí |
| ------------------------- | ------ |
| Anh Quốc (OCC)            | 30     |
| Hoa Kỳ Billboard 200      | 12     |
| Hoa Kỳ Billboard 200 (Nữ) | 7      |

| Bảng xếp hạng (2009)                       | Vị trí |
| ------------------------------------------ | ------ |
| Úc (ARIA)                                  | 9      |
| Áo (Ö3 Austria)                            | 2      |
| Bỉ (Ultratop Flanders)                     | 8      |
| Bỉ (Ultratop Wallonia)                     | 36     |
| Canada (Billboard)                         | 3      |
| Đan Mạch (Hitlisten)                       | 10     |
| Hà Lan (MegaCharts)                        | 24     |
| Châu Âu (Billboard)                        | 1      |
| Phần Lan (Suomen virallinen lista)         | 4      |
| Pháp (SNEP)                                | 22     |
| Đức (Offizielle Top 100)                   | 4      |
| Hungary (MAHASZ)                           | 6      |
| Ireland (IRMA)                             | 3      |
| Ý (FIMI)                                   | 82     |
| Nhật Bản (Oricon)                          | 42     |
| Mexico (Top 100 Mexico)                    | 10     |
| New Zealand (RMNZ)                         | 3      |
| Thụy Điển (Sverigetopplistan)              | 56     |
| Thụy Sĩ (Schweizer Hitparade)              | 2      |
| Anh Quốc (OCC)                             | 2      |
| Hoa Kỳ Billboard 200                       | 8      |
| Hoa Kỳ Dance/Electronic Albums (Billboard) | 1      |

| Bảng xếp hạng (2010)                       | Vị trí |
| ------------------------------------------ | ------ |
| Áo (Ö3 Austria)                            | 1      |
| Canada (Billboard)                         | 3      |
| Châu Âu (Billboard)                        | 1      |
| Đức (Offizielle Top 100)                   | 3      |
| Hungary (MAHASZ)                           | 3      |
| Nhật Bản (Oricon)                          | 14     |
| Mexico (Top 100 Mexico)                    | 5      |
| Tây Ban Nha (PROMUSICAE)                   | 16     |
| Thụy Sĩ (Schweizer Hitparade)              | 1      |
| Anh Quốc (OCC)                             | 3      |
| Hoa Kỳ Billboard 200                       | 4      |
| Hoa Kỳ Dance/Electronic Albums (Billboard) | 1      |

| Bảng xếp hạng (2011)                       | Vị trí |
| ------------------------------------------ | ------ |
| Áo (Ö3 Austria)                            | 68     |
| Hungary (MAHASZ)                           | 34     |
| Nhật Bản (Oricon)                          | 86     |
| Mexico (Top 100 Mexico)                    | 91     |
| Thụy Sĩ (Schweizer Hitparade)              | 66     |
| Anh Quốc (OCC)                             | 30     |
| Hoa Kỳ Billboard 200                       | 56     |
| Hoa Kỳ Dance/Electronic Albums (Billboard) | 3      |

| Bảng xếp hạng (2017)                       | Vị trí |
| ------------------------------------------ | ------ |
| Úc (ARIA)                                  | 39     |
| Hoa Kỳ Billboard 200                       | 157    |
| Hoa Kỳ Dance/Electronic Albums (Billboard) | 4      |

| Bảng xếp hạng (2018)                       | Vị trí |
| ------------------------------------------ | ------ |
| Album nhạc dance Úc (ARIA)                 | 15     |
| Hoa Kỳ Dance/Electronic Albums (Billboard) | 4      |

## Chứng nhận
| Quốc gia                                                                           | Chứng nhận   | Số đơn vị/doanh số chứng nhận |
| ---------------------------------------------------------------------------------- | ------------ | ----------------------------- |
| Úc (ARIA)                                                                          | 4× Bạch kim  | 280.000^                      |
| Áo (IFPI Áo)                                                                       | 7× Bạch kim  | 140.000*                      |
| Bỉ (BEA)                                                                           | 2× Bạch kim  | 60.000*                       |
| Brasil (Pro-Música Brasil)                                                         | 2× Bạch kim  | 120.000*                      |
| Canada (Music Canada)                                                              | 7× Bạch kim  | 560.000^                      |
| Chile (IFPI Chile)                                                                 | 2× Bạch kim  | 30.000^                       |
| Đan Mạch (IFPI Đan Mạch)                                                           | 2× Bạch kim  | 60.000^                       |
| Phần Lan (Musiikkituottajat)                                                       | Bạch kim     | 25.358                        |
| Pháp (SNEP)                                                                        | Kim cương    | 700,000                       |
| Đức (BVMI)                                                                         | 9× Vàng      | 1.350.000^                    |
| Hy Lạp (IFPI Hy Lạp)                                                               | Bạch kim     | 15.000^                       |
| Hungary (Mahasz)                                                                   | 2× Bạch kim  | 12.000^                       |
| Ireland (IRMA)                                                                     | 9× Bạch kim  | 135.000^                      |
| Ý (FIMI)                                                                           | 4× Bạch kim  | 280.000*                      |
| Nhật Bản (RIAJ)                                                                    | Triệu        | 1.000.000^                    |
| México (AMPROFON)                                                                  | 2× Bạch kim  | 160.000^                      |
| Hà Lan (NVPI)                                                                      | Vàng         | 30.000^                       |
| New Zealand (RMNZ)                                                                 | 5× Bạch kim  | 75.000^                       |
| Na Uy (IFPI)                                                                       | 8× Bạch kim  | 240.000*                      |
| Philippines (PARI)                                                                 | 9× Bạch kim  | 135.000                       |
| Ba Lan (ZPAV)                                                                      | 3× Bạch kim  | 60.000*                       |
| Nga (NFPF)                                                                         | 4× Bạch kim  | 80.000*                       |
| Tây Ban Nha (PROMUSICAE)                                                           | 2× Bạch kim  | 160.000^                      |
| Thụy Điển (GLF)                                                                    | Bạch kim     | 40.000‡                       |
| Thụy Sĩ (IFPI)                                                                     | 4× Bạch kim  | 120.000^                      |
| Anh Quốc (BPI)                                                                     | 10× Bạch kim | 2.990.000                     |
| Hoa Kỳ (RIAA)                                                                      | 3× Bạch kim  | 4.830.000                     |
| Tổng hợp                                                                           |              |                               |
| GCC (IFPI Trung Đông)                                                              | Bạch kim     | 6.000*                        |
| Châu Âu (IFPI)                                                                     | 3× Bạch kim  | 3.000.000*                    |
| Toàn cầu                                                                           |              | 15.000.000                    |
| * Chứng nhận dựa theo doanh số tiêu thụ. ^ Chứng nhận dựa theo doanh số nhập hàng. |              |                               |

## Lịch sử phát hành
| Khu vực     | Ngày phát hành       | Định dạng                                                      | Hãng đĩa                                  |
| ----------- | -------------------- | -------------------------------------------------------------- | ----------------------------------------- |
| Canada      | 19 tháng 8 năm 2008  | CD LP tải kỹ thuật số                                          | Universal Music                           |
| Úc          | 5 tháng 9 năm 2008   | CD tải kỹ thuật số (phiên bản thường)                          | Universal Music                           |
| Úc          | 28 tháng 10 năm 2008 | CD tải kỹ thuật số (phiên bản quốc tế)                         | Universal Music                           |
| Hoa Kỳ      | 28 tháng 10 năm 2008 | CD LP tải kỹ thuật số                                          | Streamline Kon Live Interscope Cherrytree |
| Ý           | 31 tháng 10 năm 2008 | CD tải kỹ thuật số (phiên bản thường)                          | Universal Music                           |
| Đức         | 2 tháng 12 năm 2008  | CD tải kỹ thuật số                                             | Universal Music                           |
| Anh Quốc    | 12 tháng 1 năm 2009  | CD tải kỹ thuật số                                             | Polydor                                   |
| Ý           | 30 tháng 1 năm 2009  | CD tải kỹ thuật số (phiên bản quốc tế)                         | Universal Music                           |
| Argentina   | 16 tháng 2 năm 2009  | CD                                                             | Universal Music                           |
| Tây Ban Nha | 24 tháng 2 năm 2009  | CD tải kỹ thuật số                                             | Universal Music                           |
| Brazil      | 31 tháng 3 năm 2009  | CD                                                             | Universal Music                           |
| Trung Quốc  | 4 tháng 5 năm 2009   | CD                                                             | Universal Music                           |
| Nhật Bản    | 20 tháng 5 năm 2009  | CD                                                             | Universal Music                           |
| Nhật Bản    | 22 tháng 7 năm 2009  | CD DVD                                                         | Universal Music                           |
| Hoa Kỳ      | 14 tháng 12 năm 2018 | USB với số lượng có hạn nhằm kỷ niệm 10 năm The Fame phát hành | Streamline Kon Live Interscope Cherrytree |